# Fototeca de la Diputación Provincial de Huesca
La Fototeca de la Diputación Provincial de Huesca alberga parte del patrimonio documental aragonés, en especial patrimonio fotográfico de la institución y fondos privados de fotógrafos relacionados con el Alto Aragón. Tiene su sede en la ciudad de Huesca.
La Fototeca de la Diputación Provincial de Huesca es de titularidad pública y está gestionada por la Diputación Provincial de Huesca.

## Historia
La Fototeca de la Diputación Provincial de Huesca se crea en 1989, cuando la Diputación adquiere el fondo fotográfico de Ricardo Compairé (1883-1965), fotógrafo oscense pionero en su profesión. Durante algunos años (2005-2008) también se llamó Archivo de Fotografía e Imagen del Alto Aragón (AFIAA). Desde entonces la Fototeca ha reunido decenas de fondos fotográficos, en distintos formatos y soportes, de fotógrafos profesionales así como de particulares.

## Edificio
La Fototeca de la Diputación Provincial de Huesca se ubica en el edificio del Centro Documental y de la Imagen de Huesca, en el que también se encuentra el archivo de la institución. El edificio, inaugurado en 2007, es de nueva construcción y se encuentra en la calle Gibraltar n.º 13, cerca de otros servicios culturales y educativos de la ciudad.

## Fondos documentales
Sus fondos documentales contienen, en diciembre de 2013, más de 60.000 fotografías, la primera de ellas realizada en 1867. Casi 10.000 de estas fotografías provienen de fotógrafos profesionales.
Los ingresos de estos fondos en la Fototeca se realizan por donación, depósito, compra o digitalización de originales. Entre ellos cabe destacar los siguientes:
- Fondos de fotógrafos

- Ricardo Compairé Escartín (1913-1945)
- Mariano Gómez Zamora (1920-1950)
- Ildefonso San Agustín Mur (1918-1940)
- Alfonso Foradada Coll (1944-1960)
- Ricardo del Arco y Garay (1914-1930)
- Marqués de Santa María del Villar (1936-1940)
- José Oltra Mera (1913-1981)
- Santos Baso Simelio (1920-1950)
- Joaquín Galán Bernal (1920-1940)
- Antonio López Santolaria (Tonón de Baldomera) (1905-1945)
- Felipe Coscolla Plana (1907-1940)
- Manuel Choy Llena (1930-1940)

- Colecciones particulares

- Vicente Campo Palacio (1910-1945)
- Petrín Pardo Allué siglo XX

- Fotografías sueltas

- Fotografías sueltas de diversas procedencias Siglos XIX-XX

## Acceso
Una parte importante de los fondos de la Fototeca de la Diputación Provincial de Huesca, más de 10.000 fotografías antiguas, están visibles en internet a través del buscador DARA, Documentos y Archivos de Aragón.El acceso a estas imágenes es libre, aunque para su reproducción pueden existir limitaciones derivadas de la legislación española vigente sobre propiedad intelectual y conservación del patrimonio histórico, por lo que es necesario contactar con la Fototeca.